# Nusa Sari
Nusa Sari is een bestuurslaag in het regentschap Jembrana van de provincie Bali, Indonesië. Nusa Sari telt 2995 inwoners (volkstelling 2010).